# Kim van Sparrentak
Kim van Sparrentak (ur. 16 października 1989 we Vlissingen) – holenderska polityk, posłanka do Parlamentu Europejskiego IX i X kadencji.

## Życiorys
Kształciła się w zakresie nauk politycznych na Uniwersytecie Amsterdamskim. Następnie odbyła studia magisterskie z zarządzania środowiskiem miejskim na Wageningen University & Research. Pracowała w nowozelandzkim centrum badawczym New Zealand Centre for Sustainable Cities. Po powrocie do Europy związana zawodowo z organizacjami pozarządowymi – ekologiczną Milieudefensie i antynuklearną Wise Nederland.
Od czasu studiów związana z GroenLinks, pełniła różne funkcje w jej młodzieżówce DWARS. W 2017 została wybrana na jednego z dwóch rzeczników Federacji Młodych Zielonych Europejskich na okres rocznej kadencji. W wyborach w 2019 dzięki głosom preferencyjnym uzyskała mandat deputowanej do Parlamentu Europejskiego IX kadencji. W 2024 z powodzeniem ubiegała się o poselską reelekcję.